# Louise de Kérouaille
Louise de Kérouaille, [ejtsd: luíz dö keruáj ] (1649. szeptember – Párizs 1734. november 14.) II. Károly angol király szeretője.
1649-ben született, Guillaume de Kérouaille, Kérouaille ura (Sieur) és Marie de Ploeuc de Timeur gyermekeként. III. Károlytól csupán egyetlen fia született, Charles Lennox, Richmond 1. hercege. Törvénytelen fián keresztül számos olyan híres leszármazottja van, mint például a néhai Diána walesi hercegné  vagy Kamilla brit királyné és Sára yorki hercegné, András yorki herceg volt felesége. 

## Élete és halála
Louise de Kérouaille Stuart Henrietta Anna angol királyi hercegnőnek, Fülöp orléans-i herceg feleségének, XIV. Lajos francia király sógornőjének udvarhölgye volt. Louise családja azt remélte, hogy leányuk a francia király szeretője lesz. Amikor 1670-ben Henrietta hercegné Angliába utazott bátyját, Károlyt meglátogatni, Louise de Kérouaille is elkísérte. Henrietta egy rejtélyes mérgezés következtében 1670. június 30-án meghalt. Louise végül Bragança Katalin királyné egyik udvarhölgyeként maradhatott Angliában, az uralkodó közelében. Hamarosan a szeretője lett. Miután fiút – Charles Lennox (1672–1723) – szült a királynak, nemcsak a gyermek kapott nemesi rangot – Richmond hercege ( 1675. augusztus 9., al– vagy mellékcímek: March grófja és Settrington báró York megyei Settringtonból) és Lennox hercege ( 1675. szeptember 9., al– vagy mellékcímek: Darnley grófja és Lord Torbolton) –, hanem Louise is, aki életreszólóan Portsmouth hercegnője ( 1673, a  Portsmouth hercegi cím alcímei: Fareham grófja és Petersfield bárója) lett. 
1677-ben hosszan tartó betegség kerítette hatalmába, 1682-ben Franciaországba utazott. 1684-ben Károly kérésére a francia uralkodó az Aubigny hercegnője ( 1684) címet adományozta részére. Károly halála után végleg az aubigny-i birtokra költözött, utána pedig már csak egyszer, egy rövid időre látogatott el Angliába, Károly öccse, II. Jakab uralkodása idején. Az egykori királyi kegyencnő 1734-ben, 85 éves korában halt meg Párizsban.
A halálával az angol főrendben létrehozott Portsmouth hercegi cím megszűnt, a francia főrendi Aubigny hercege címet unokája, Charles Lennox Richmond és Lennox 2. hercege örökölte, leszármazottai máig viselik.